# Cserniskovszkiji járás

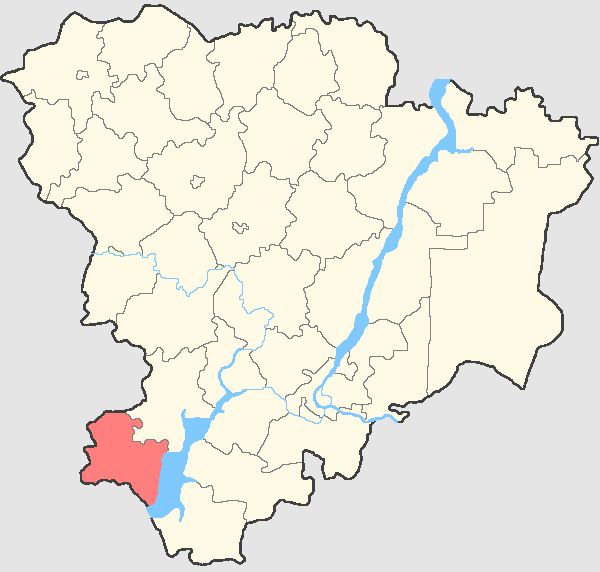
A Cserniskovszkiji járás a Volgográdi területen

A Cserniskovszkiji járás (oroszul Чернышковский муниципальный район) Oroszország egyik járása a Volgográdi területen. Székhelye Cserniskovszkij.

## Népesség
- 1989-ben 19 317 lakosa volt.
- 2002-ben 18 326 lakosa volt.
- 2010-ben 16 873 lakosa volt, melyből 14 417 orosz, 527 fehérorosz, 491 kazah, 327 ukrán, 283 dargin, 120 tatár, 112 udmurt, 79 csecsen, 77 azeri, 45 moldáv, 45 örmény, 39 csuvas, 36 német, 25 ingus, 23 komi, 17 mari, 17 mordvin, 16 lezg, 15 tadzsik, 13 grúz stb.